# Прет
Прет (грч. Προιτος) (лат. Proetus) је син аргејског краља Абанта и његове жене Аглаје.

## Митологија
Прет је од ране младости живео у великом непријатељству са својим братом Акрисијем, а када је, после смрти њиховог оца краља Абанта, Акрисије постао краљ, он се повукао, у страху за властити живот, у оближњи Тиринт. Тамо је, да би саградио нови град, позвао једнооке дивове киклопе, а када је завршио са градњом оженио се са кћерком ликијског краља Јобата, Антијом.
Поред своје жене, која се заљубила у јунака Белерофонта, Прет је имао великих неугодности и са својим кћеркама.
Претове кћерке су биле веома лепе, али су својим понашањем увредиле бога Диониса и он је на њих послао лудило. Од те болести, Претове кћерке је излечио месенски врач и лекар Мелампод, а као награду Прет му је дао једну од својих кћерки за жену и трећину свог краљевства. Другу трећину краљевства Мелампод је добио захваљујући своме брату Бијанту, а када је Прет погинуо наследио је и последњу трећину и тако постао најмоћнији владар Арголиде.
Прета је убио јунак Персеј, који је, због његове мржње према брату Акрисију, пред њим извукао главу Медузе, која је била тако страшна да се човек, када је погледа, одмах скамени, па се тако и Прет претворио у камени кип.
Град Тиринт, кога је подигао Прет, одолио је зубу времена до данашњих дана, а и ако у рушевинама чини се као да је заиста дело киклопа. Паусаније га сматра чудом света и пореди га са египатским пирамидама, а са својим, 70 метара широким бедемима је и дан данас најутврђенији град на свету.